# 디아도라
디아도라(DIADORA)는 이탈리아의 스포츠 의류 브랜드이자 기업 이름이다. 이탈리아 축구 국가대표팀 유니폼도 한때 제작하기도 하였다.

## 스폰서

### 축구

#### 클럽
UEFA
- 웨스트 브롬위치 알비온 FC (2003 ~ 2006)
- AS 로마 (1997 ~ 2000 / 2003 ~ 2007)

AFC
- 포항 스틸러스 (2002)
- 제주 SK FC (2003 ~ 2008)
- 서울 노원 유나이티드 FC (2010)
- 충북 청주 FC (2010)
- 울산 HD FC (2012 ~ 2013)
- 청주 FC (2015)